# Холмская епархия (Униатская церковь)
Холмская епархия — административно-территориальная единица (епархия) Униатской церкви в Речи Посполитой. Существовала в с 1596 — по 1875 год. Центр — Холм.
Объединяла приходы части Холмской земли Русского воеводства.

## Епископы
- 1596—1603 — Дионисий Збируйский
- 1604—1619 — Арсений Андриевский
- 7 августа 1619 — август 1625 — Атанасий Пакоста
- 1626—1626 — Феодосий Мелешко
- 1626—1630 — Иосиф Рутский  администратор
- 31 августа 1630 — 7 июня 1649 — Мефодий Терлецкий
- 1649 — Афанасий Фурс  номинант
- 22 февраля 1652 — 4 марта 1687 — Яков Суша
- 4 марта 1687 — июль 1691 — Августин Лодзята
- 1691—1693 — Иван Малаховский
- 1693 — 22 сентября 1709 — Гедеон Война-Оранский